# UFC Fight Night: Edgar vs. Faber
UFC Fight Night: Edgar vs. Faber (también conocido como UFC Fight Night 66) fue un evento de artes marciales mixtas celebrado por Ultimate Fighting Championship el 16 de mayo de 2015 en el Mall of Asia Arena, en Pásay, Filipinas.

## Historia
Este fue el primer evento que la UFC ha celebrado en Filipinas.
El evento estelar contó con una "superfight" entre el excampeón del peso ligero Frankie Edgar y el excampeón de WEC del peso pluma Urijah Faber.
Luke Barnatt tenía previsto enfrentarse a Clint Hester en UFC Fight Night 63. Sin embargo, Hester se retiró del combate a principios de marzo debido a una fractura en el pie. Posteriormente, Barnatt fue retirado del evento a favor de un combate con Mark Muñoz en este evento.

## Premios extra
Cada peleador recibió un bono de $50,000.
- Pelea de la Noche: Roldan Sangcha-an vs. Jon Delos Reyes
- Actuación de la Noche: Neil Magny y Jon Tuck